# Marie-Jo Bonnet
Pour les articles homonymes, voir Bonnet.
Marie-Josèphe Bonnet, dite Marie-Jo Bonnet, née à Deauville (Calvados) le 6 juillet 1949, est une spécialiste de l'histoire des femmes, de l'histoire de l'art et du lesbianisme. Elle publie aussi des ouvrages sur l'histoire de la Résistance et de l'Occupation.

## Biographie

### Jeunesse, formation et famille
Fille d'un père parisien électricien devenu conducteur de travaux et d'une mère professeure de piano, Marie-Jo Bonnet naît dans une famille catholique le 6 juillet 1949 à Deauville dans le Calvados (elle a deux petits frères).
Ayant grandi à Pont-l'Évêque, elle fait ses études à la pension Notre-Dame d'Orbec, en Normandie, puis au lycée Romain-Rolland d'Ivry (94) et en classes préparatoires littéraires au lycée Claude-Monet de Paris.
Elle quitte sa famille en 1971, ne voulant pas se marier. Elle n'a ni besoin ni envie d'avoir un enfant.

### Parcours professionnel et thèmes de prédilection
Première de la famille à aller à l'université, elle obtient sa licence d'histoire à l'université Paris-1 Panthéon-Sorbonne, puis sa maîtrise et son doctorat à l'université Paris VII - Diderot. Elle est la première, en 1979, à soutenir une thèse d'histoire sur l'amour entre femmes, sous la direction de Michelle Perrot. Sa thèse, publiée une première fois en 1981 sous le titre Un choix sans équivoque. Recherches historiques sur les relations amoureuses entre les femmes, XVIe-XXe siècle, a été rééditée et augmentée chez Odile Jacob en 1995 sous le titre Les Relations amoureuses entre les femmes du XVIe au XXe siècle[réf. souhaitée], puis en 2001, puis en 2022[réf. souhaitée].
À l'arrivée de François Mitterrand au pouvoir, contrainte par le contexte défavorable aux études sur les lesbiennes, elle se consacre à d'autres thèmes : l'histoire de l'art, l'histoire des femmes, l'histoire de l'Occupation française, Violette Morris, Jean Desbordes, la Résistance et l'amitié féminine dans les camps nazis.
Docteure en histoire, Marie-Jo Bonnet a enseigné l'histoire de l'art à l'université Columbia, et à Carleton College (à Paris).

### Activités associatives
En 1971, elle rejoint le Mouvement de libération des femmes (MLF). Elle est cofondatrice du Front homosexuel d'action révolutionnaire (FHAR) et des Gouines rouges,. Elle prend part aux Perverses polymorphes pendant quelques mois et au groupe des Féministes révolutionnaires (1971-1973).
En 1974, elle participe à l'association La Spirale, fondée par la peintre et poète Charlotte Calmis qui travaille sur la création des femmes.
Elle participe aussi au Groupe d'études féministes (GEF) de l'université Paris VII de 1975 à 1981, et à la première marche des fiertés le 25 juin 1977, ainsi qu'au groupe d'historiennes réuni par Simone de Beauvoir.
Elle est présidente de la délégation territoriale de Paris (DT 75) des Amis de la Fondation pour la mémoire de la déportation (AFMD) de 2013 à 2015 et, depuis juillet 2015, présidente de l'association Lire à Pont-l’Évêque.
Elle est également membre du conseil scientifique de l’Observatoire de la petite sirène,, une association qui s’oppose à la transition médicale des mineurs trans.

### Prises de positions
Marie-Jo Bonnet est membre du CoRP (Collectif du respect de la personne), qui s'oppose à la gestation pour autrui (GPA).
Elle est féministe universaliste[réf. souhaitée].
En 2021, elle prend position contre l'inclusion des personnes trans dans le sport. Selon Camille Froidevaux-Metterie, Marie-Jo Bonnet reprend des arguments des mouvements gender critical et TERF.

## Publications
- Un choix sans équivoque, Paris, Denoël-Gonthier, 1981
- Les Relations amoureuses entre les femmes du XVIe siècle au XXe siècle ; réédité en collection de poche, chez Odile Jacob en 2001, 2022 ; traduit en polonais : Zwiazki milosne miedzy kobietami od XVI do XX wieku, Slowo wstepne Elisabeth Badinter, Wy Da Wni Ctwo/ Sic ! 1997
- Les Deux Amies : Essai sur le couple de femmes dans l'art, Paris, éditions Blanche, 2000  (ISBN 2-911621-94-8)
- Qu'est-ce qu'une femme désire quand elle désire une femme ?, Odile Jacob, 2004, réédité 2022  (ISBN 978-2738114457)
- Les Femmes dans l'art, éditions de La Martinière, 2004  (ISBN 978-2-732-43087-4)
- Les Femmes artistes dans les avant-gardes, Odile Jacob, 2006  (ISBN 978-2-7381-1732-8)
- Les Voix de la Normandie combattante : été 1944, éd. Ouest-France, 2010  (ISBN 978-2-7373-5079-5)
- Violette Morris : Histoire d'une scandaleuse, Perrin, 2011  (ISBN 978-2-2620-3557-0)
- Histoire de l'émancipation des femmes, Éditions Ouest-France, 2012  (ISBN 978-2-7373-5364-2)
- Liberté égalité exclusion : Femmes peintres en révolution, 1770-1804, éd. Vendémiaire, 2012  (ISBN 978-2-36358-041-2)
- Tortionnaires, truands et collabos : La Bande de la rue de la Pompe, 1944, éd. Ouest-France, 2013  (ISBN 978-2737360428)
- Adieu les rebelles !, éditions Flammarion-Café Voltaire, 2014  (ISBN 978-2081312630)
- Plus forte que la mort : L'Amitié féminine dans les camps, éd. Ouest-France, 2015  (ISBN 978-2-7373-6649-9)[17]
- Simone de Beauvoir et les femmes, Albin Michel  (ISBN 9-782226-3167-14)
- Un réseau normand sacrifié, éd. Ouest-France, 2016  (ISBN 978-2-737-37006-9) Manipulations britanniques sur un groupe de résistants infiltré par les Allemands.
- Mon MLF, éd. Albin Michel, 2018  (ISBN 978-2-226-40203-5)
- Desiderio e libertà, recueil d’articles, traduits en italien par Margherita Giacobino, Edition Il Dito e la Luna, 2018
- Créatrices : l'émancipation par l’art, catalogue de l’exposition au musée des Beaux-Arts de Rennes, éd. Ouest-France, 2019
- La Maternité symbolique : Être mère autrement, Albin Michel, 2020  (ISBN 9782226448996)
- Pont-L'Évêque sous l'Occupation, Orep édition, 2024.
- Gloire et éviction des femmes peintres, 1770-1804, Chryséis Editions, 2024.  (ISBN 979-10-91609-53-1)
- Lutetia 1945, Le Centre d'accueil et de contrôle des déportés, Chryséis éditions, 2025. Avec  Arnaud Boulligny, Catherine Breton, Vanina Brière, Eric Brossard, Pierre Emmanuel Dufayel.  (ISBN 9791091609562)

### Éditions et dossiers
- Direction, Les Femmes et la Création, no 3, automne 1980, publication du Groupe d'études féministes (GEF) de l'université Paris-Diderot et du Centre de recherches historiques de l'École des hautes études en sciences sociales.
- Revue Souffles d'Elles.
- Jean Cocteau, Je t'aime jusqu'à la mort, correspondance avec Jean Desbordes 1925-1938, Édition de Marie-Jo Bonnet, Albin Michel, 2023  (ISBN 978-2-226-48785-8).

### En collaboration
- Avec Javi Rey, Kris et Bertrand Galic, Violette Morris : À abattre par tous moyens (bande dessinée), Futuropolis, 2018  (ISBN 9782754821650)
- Éros lesbien, figure du pastout, colloque « Penser le sexuel », 11 mars 2017, Revue Figures de la psychanalyse, 1/2018
- L'Étonnante Histoire des belles-mères, sous la direction de Yannick Ripa, Belin, 2015, chapitre « Ruth “mère-porteuse” de sa belle-mère Noémi ».
- Les Marchés de la maternité, dir. Martine Segalen et Nicole Athea, préface Nathalie Heinich, Éliette Abecassis, Sylviane Agacinski, Marie Balmary, Marie-Jo Bonnet, Frédérique Kuttenn, Ana-Luan Stoicea-Dearm, Sandra Travers de Faultrier, Monette Vacquin, Éd. Odile Jacob, 2021,  (ISBN 978-2-4150-0033-2)
- « Aline Dallier », in Diana Quinby, Des femmes dans l’art – Hommage à Aline Dallier, Catalogue de l’exposition à la galerie Arnaud Lefbvre, 2022.
- « Le clitoris ou « le mépris de l’homme ». Retour sur une double castration », Figures de la psychanalyse, 2022/1, no 43.
- avec Nicole Ahea, Quand les filles deviennent des garçons, Éd. Odile Jacob, 2023.  (EAN 9782415005665).
- Daniel Salvatore Schiffer, « Les intellectuelles et la vie », in Repenser le rôle des intellectuels, Éd. De L’Aube, 2023.
- Éros portraitiste dans Carol de Todd Haynes d’après Patricia Highsmith et Portrait de la jeune fille en feu de Céline Sciamma, Actes du colloque « Les désirs au féminin dans la littérature et les arts de l’Antiquité à nos jours », université Bordeaux-Montaigne, 2024
- Daniel Salvatore Schiffer, L'humain au centre du monde: Pour un humanisme des temps présents et à venir, article « L'espérance humaniste », Éditions du Cerf, 2024.
- Dir. Yannick Ripa et Françoise Thébaud, Les Féminimes, Une histoire mondiale 19e-20e siècle, articles « Des artistes femmes revendiquent un art féministe » et « Quand les lesbiennes deviennent féministes », Textuel, 2024.
- Dir. Marie-Jo Bonnet, Avec Arnaud Boulligny, Catherine Breton, Vanina Brière, Éric Brossard, Pierre Emmanuel Dufayel, Lutetia 1945, Le Centre d'accueil et de contrôle des déportés, Chryséis éditions, 2025.

### Autres
- André Letac, Souvenirs de guerre 1914-1918, présentation et notes par Marie-Josèphe Bonnet, éd. Corlet, 2010  (ISBN 978-2-847-06346-2).
- Jean Desbordes, Les Forcenés, Interstices Édition, 2022 (réédition de Gallimard, 1937) avec une préface de Marie-Jo Bonnet, « "Messieurs, laissez-moi, vous allez me tuer !" La mort de Jean Desbordes, alias Duroc »  (ISBN 9 782956 756958).
- Amy D. Wells, Liberté Francophonie Sexualité, Cinq écrivaines américaines en Normandie dans l'entre-deux-guerres, Préface de Marie-Jo Bonnet, La Gironde Éditions, 2019.  (ISBN 9791097052140)
- Anne Comtour, La Proposition, préface de Marie-Jo Bonnet, CRÉER édition, 2024.
- Commissaire de l'exposition Créatrices, l'Émancipation par l'art au musée des Beaux-Arts de Rennes, été 2019, et de l'exposition La vraie Vie est ailleurs, Femmes artistes autour de Marta Pan : Simone Boisecq, Charlotte Calmis, Juana Muller, Véra Pagava, Judit Reigl, au musée des Beaux-Arts de Brest, 2019.

## Films
- Femmes artiste, À la force du pinceau, réalisatrice Manuelle Blanc, coauteure et conseillère historique, M.J. Bonnet, production Ex nihilo, Arte, 8 mars 2015.
- Histoire d’amours féminines, film d'Elsa Bloch, 2012, diffusé par Le Miroir et le groupe Galactica.
- Co-réalisation avec Carole Roussopoulos, Point d'émergence (Charlotte Calmis, Véra Pagava, Aline Gagnaire)